# Liwki Szlacheckie
Liwki Szlacheckie (prononciation : [ˈlifki ʂlaˈxɛt͡skʲɛ]) est un village polonais de la gmina de Huszlew dans le powiat de Łosice de la voïvodie de Mazovie dans le centre-est de la Pologne.
Il se situe à environ 3 kilomètres à l'ouest de Huszlew (siège de la gmina), 11 kilomètres au sud-est de Łosice (siège du powiat) et à 124 kilomètres à l'est de Varsovie (capitale de la Pologne).
Le village possède une population de 92 habitants en 2010.

## Histoire
De 1975 à 1998, le village appartenait administrativement à la voïvodie de Biała Podlaska.